# 太田省三
太田 省三（おおた しょうぞう、1947年1月2日 - ）は日本の大蔵官僚。大臣官房地方課長、関東信越国税局長、関税局長心得兼大臣官房審議官（関税局担当）、大臣官房審議官（大臣官房担当）、印刷局長、特別認可法人生物系特定産業技術研究推進機構理事長、株式会社東京金融取引所代表取締役社長などを歴任。血液型はA型。

## 来歴
大阪府出身（父母は福岡県）。大阪府立北野高等学校、東京大学法学部卒業。1969年 大蔵省入省（証券局企業財務第一課）。1974年7月 大牟田税務署長。1975年7月 沼津税務署長。主計局主計官補佐（労働第一、二係主査）、主計局主計官補佐（地方財政第一、二、補助金係主査）、大臣官房企画官兼大臣官房文書課法令審査室長、総務庁行政管理局管理官（定員総括、特殊法人総括、外務省）、主計局主計企画官、主計局主計官（地方財政、補助金、大蔵担当）などを務める。1992年6月 大臣官房地方課長。1994年7月1日 関東信越国税局長。1995年5月26日 大臣官房審議官（関税局担当）。1997年7月8日 関税局長心得兼大臣官房審議官（関税局担当）。同年7月15日 大臣官房審議官（大臣官房担当）。1998年7月1日 印刷局長。1999年7月8日 退官。同年8月 特別認可法人生物系特定産業技術研究推進機構理事長。2002年 会員制法人東京金融取引所専務理事。2004年4月 株式会社東京金融取引所専務理事。2009年10月28日 同社代表取締役社長（〜2018年6月26日）。

## 略歴
- 1969年4月：大蔵省入省（証券局企業財務第一課）。
- 1970年8月：大阪国税局調査部。
- 1971年8月：大臣官房調査企画課。
- 1972年7月：厚生省社会局老人福祉課主査[4]。
- 1973年8月：厚生省社会局保護課。
- 1974年7月：大牟田税務署長。
- 1975年7月：沼津税務署長。
- 1976年7月：銀行局中小金融課長補佐。
- 1978年7月：防衛庁経理局会計課。
- 1980年7月：国税庁直税部所得税課長補佐。
- 1981年7月：主計局主計官補佐（労働第一、二係主査）。
- 1982年6月：主計局主計官補佐（地方財政第一、二、補助金係主査）。
- 1984年6月：大臣官房企画官 兼 大臣官房文書課法令審査室長。
- 1986年6月：総務庁行政管理局管理官（定員総括、特殊法人総括、外務省）。
- 1988年6月：主計局主計企画官。
- 1989年6月：主計局主計官（地方財政、補助金、大蔵担当）。
- 1991年6月：銀行局中小金融課長。
- 1992年6月：大臣官房地方課長。
- 1994年7月1日：関東信越国税局長。
- 1995年5月26日：大臣官房審議官（関税局担当）。
- 1997年7月8日：関税局長心得 兼 大臣官房審議官（関税局担当）。
- 1997年7月15日：大臣官房審議官（大臣官房担当）。
- 1998年7月1日：印刷局長。
- 1999年7月8日：退官。